# Eyrans
Eyrans is een gemeente in het Franse departement Gironde (regio Nouvelle-Aquitaine) en telt 602 inwoners (2005). De plaats maakt deel uit van het arrondissement Blaye.

## Geografie
De oppervlakte van Eyrans bedraagt 4,3 km², de bevolkingsdichtheid is 140,0 inwoners per km².
De onderstaande kaart toont de ligging van Eyrans met de belangrijkste infrastructuur en aangrenzende gemeenten.

## Demografie
Onderstaande figuur toont het verloop van het inwonertal (bron: INSEE-tellingen).